# Soldaten zonder geweren
Soldaten zonder geweren is een Nederlandse film uit 1985 van Kees Hin. Het scenario is gebaseerd op de Februaristaking van 1941.
Aan de hand van diverse (docu)filmfragmenten werd een film gemaakt over die staking. Het hoofdpersonage in de film is een vrouw die haar man verloor als gevolg van de Februaristaking. Haar man was een van de organisatoren, werd opgepakt en gefusilleerd. Zij kan het verlies maar moeilijk een plaats geven.

## Rolverdeling
| Acteur             | Personage             |
| ------------------ | --------------------- |
| Elizabeth Anderson | Aleta                 |
| Anke Van't Hof     | Antoinette            |
| Rudolf Lucieer     | Geschiedenistherapeut |
| René Retèl         | Willem de Beer        |
| Michel van Rooy    | Bertus de Koning      |
| Hans Keilson       | Hoedenmaker           |
| Raymond Campfens   | Knecht                |
| Michael Hellgardt  | Vluchteling           |
| René van Asten     | Cellist               |
| Koen Franse        | Commandant            |
| Maria Heessen      | Catrientje            |
| Arie Grendel       | Eigenaar ijssalon     |